# Windows Embedded

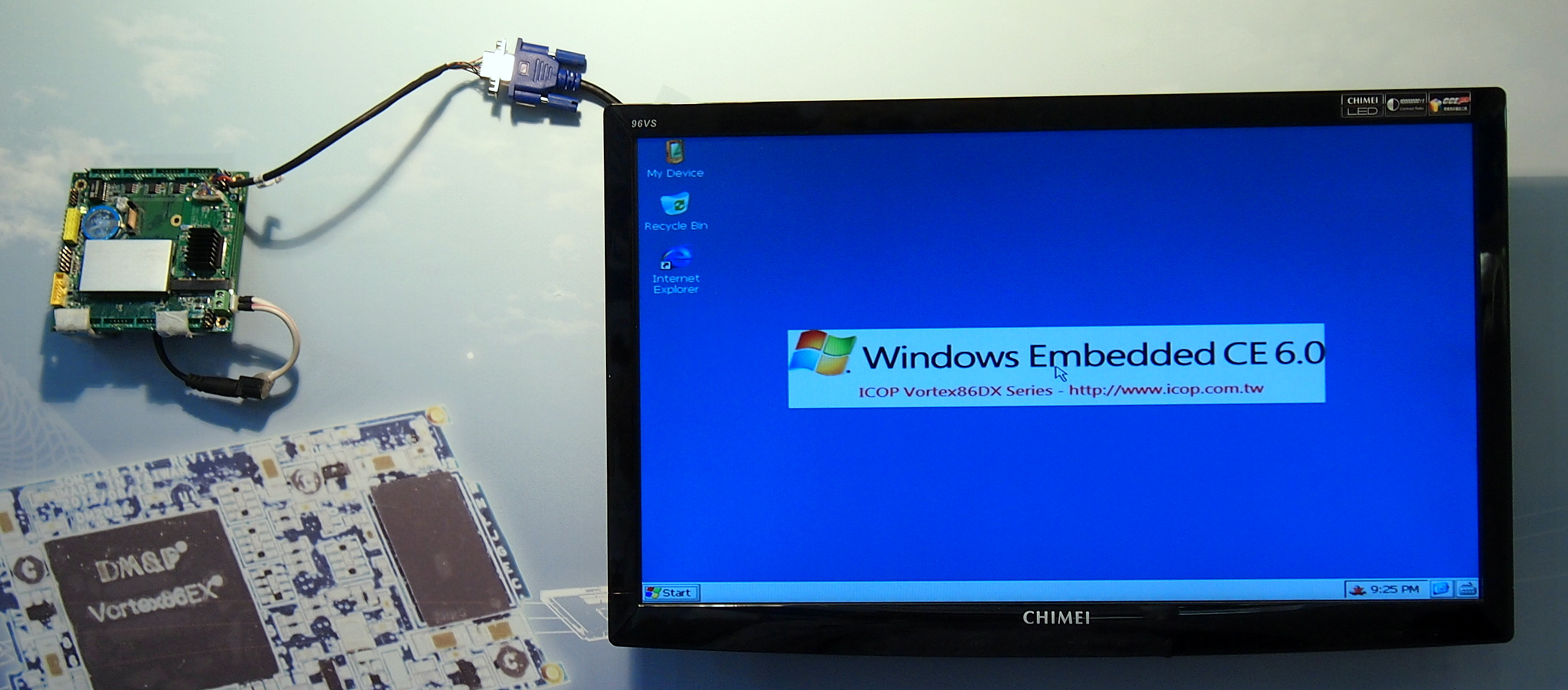
Windows Embedded en ICOP Vortex 86DX

Windows Embedded é uma família de sistemas operativos da Microsoft projetado para uso em sistemas embarcados. A Microsoft disponibiliza quatro categorias diferentes de sistemas operacionais para dispositivos embedded como alvo em um mercado amplo e em tempo real para dispositivos de ponto de venda de aparelhos como quiosques . Sistema operacionais Windows Embedded estão disponíveis somente para os integradores de sistemas OEM, que torná-lo disponível para os usuários finais pré-carregado com o hardware.

## História
Win3.x tinha uma versão embutida encontrados normalmente em terminais de POS. A série NT desenvolveu um produto incorporado chamado "XPembedded". A série Windows CE incluia o Phone Edition e Mobile Edition. A versão atual do Windows CE 6.0 R3, funciona em ARM, X86, SH, e derivados dessas arquiteturas. É um sistema operacional de tempo real. Um .NET Framework, estrutura de interface do usuário e vários drivers de código aberto e serviços também estão incluídos.

## A família dos produtos Windows Embedded

### Windows Embedded Compact
Windows Embedded Compact (anteriormente conhecido como Windows Embedded CE ou Windows CE ) é a versão do Windows Embedded para computadores muito pequenos e sistemas embedded, incluindo a electrónica de consumo para dispositivos com Set-top boxes e consolas de jogos. Windows Embedded Compact é um sistema operacional de tempo real com um kernel modular especializados que podem ser executados em menos de 1 MB de memória. Ele vem com o Platform Builder, ferramenta que pode ser usado para adicionar módulos para a imagem de instalação para criar uma instalação personalizada, dependendo do dispositivo utilizado. Windows Embedded Compact está disponível para  arquiteturas de processadores ARM, MIPS, SuperH e 86.
A Microsoft também faz uma versão especializada disponível do Windows Embedded Compact, conhecido como Windows Mobile, para uso em telefones celulares. É uma personalização da imagem do Windows Embedded Compact juntamente com módulos especializados para uso em celulares. O Windows Mobile está disponível em quatro versões: Windows Mobile Classic (para Pocket PC), Windows Mobile Standard (para smartphones) e Windows Mobile Professional (para PDA/Pocket PC Phone Edition) e Windows Mobile for Automotive (para comunicação / entretenimento Sistemas de Informação utilizados em automóveis). As versões modificadas do Windows Mobile também foram utilizados para Portable Media Centers.

### Windows Embedded Standard
Windows Embedded Standard (2009) é a versão atualizada do Windows XP Embedded, a versão totalmente modular do Windows XP Professional e o sucessor do Windows NT 4.0 Embedded. Ele fornece o Win32 API e está disponível para processadores x86. Windows Embedded Standard 2009 é derivado do Windows XP Embedded desde que a Microsoft, no momento de seu desenvolvimento não tem uma versão modular do Windows Vista. Windows Embedded Standard 2009 inclui o Silverlight, .NET Framework 3.5, Internet Explorer 7, Windows Media Player 11, o RDP 6.1, Network Access Protection, Microsoft Baseline Security Analyzer e suporte gerenciado pelo Windows Server Update Services e System Center Configuration Manager.
A Microsoft anunciou que a versão atual, o Windows Embedded Standard 7, é baseada no Windows 7, que era anteriormente conhecido pelo codinome Windows Embedded Quebec. Windows Embedded Standard 7 inclui características do Windows Vista e Windows 7, como o Aero, SuperFetch, ReadyBoost, o BitLocker Drive Encryption, o Firewall do Windows, o Windows Defender, endereço randomização layout do espaço, o Windows Presentation Foundation, o Silverlight 2, Windows Media Center, entre vários outros pacotes. Ele está disponível em versões x86 e x64 e foi lançado em 2010. Tem um requisito mínimo maior que 300 MB em comparação com 40 MB do XPe e também requer a ativação do produto. 
Community Technology Preview (CTP) liberou duas versões do Windows Embedded Standard 2011. Windows Embedded Standard 7 foi lançado em 27 de abril de 2010.

### Windows Embedded Enterprise
Windows Embedded Enterprise é uma marca do sistema operacional Windows Embedded que consistem nos sistemas Windows XP para sistemas embedded e sistemas embedded para Windows Vista, que são as mesmas versões dos sistemas operacionais que estão disponíveis no varejo, mas são licenciados exclusivamente para uso em dispositivos embutidos. Eles estão disponíveis tanto para processadores x86 , assim como 64 x86 (x64).

### Windows Embedded POSReady
Windows Embedded POSReady é a marca dos sistemas operacionais Windows Embedded para ponto de venda de sistemas, incluindo a venda de quiosques e máquinas de venda automática. Atualmente, esta marca é limitada ao sistema operacional Windows Embedded for Point of Service, que é baseado no Windows XP Embedded.

### Windows Embedded NavReady
Windows Embedded NavReady também chamada de navegação Ready, que é plug-in componente para Windows CE 5.0 e útil para a construção de dispositivos portáteis de navegação a mão.

### Windows Server Embedded
Windows Embedded Server é exatamente igual ao dos produtos de servidor e desktop tecnicamente não há diferença, mas legalmente só deve ser usado para aplicações e produtos embedded.

## Ligações Externas
- Windows Embedded
- O mundo do Windows Embedded